# Ich bin ein Berliner

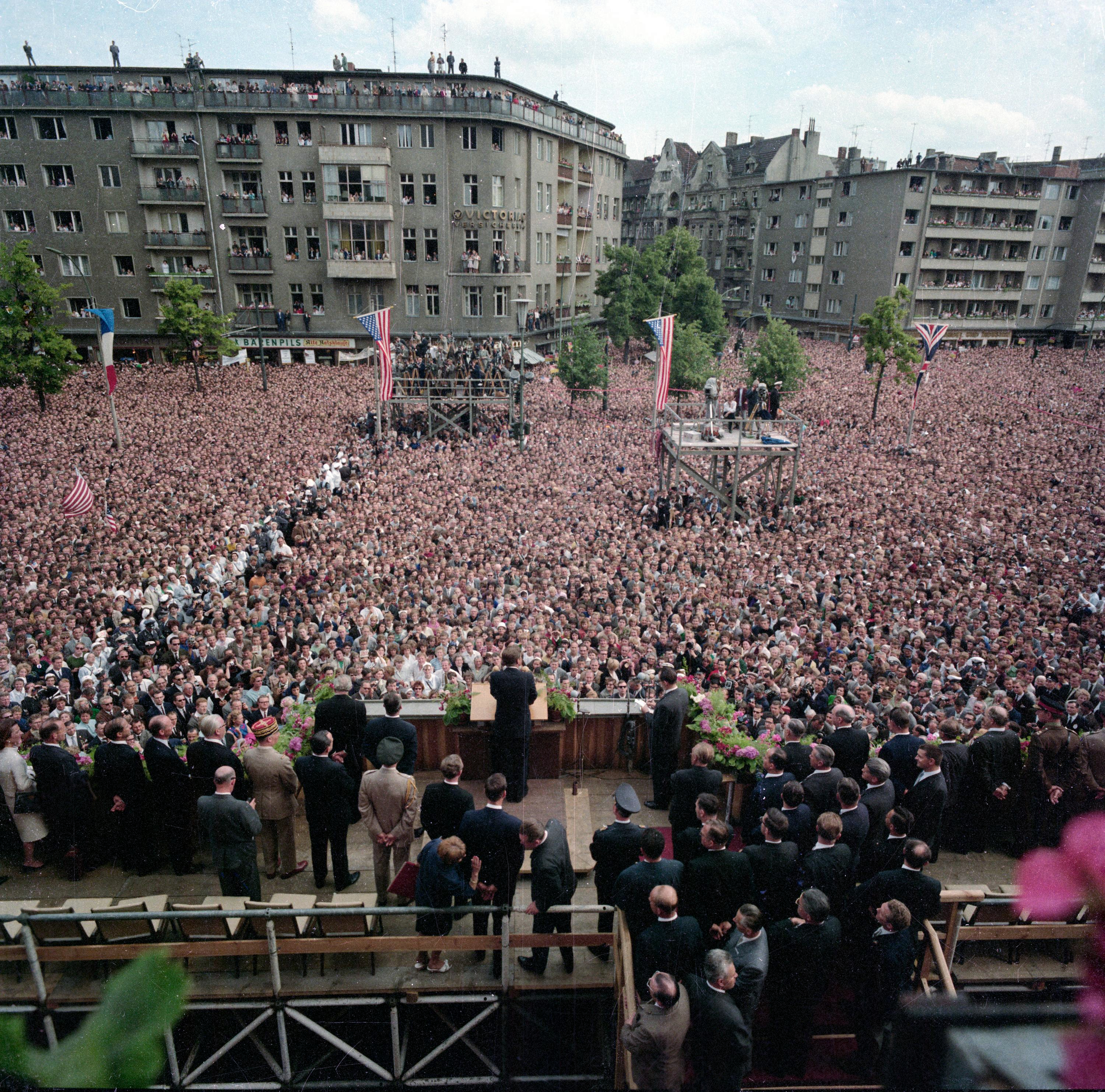
Toehoorders

Ich bin ein Berliner ("Ik ben een Berlijner") is een citaat uit de toespraak die de Amerikaanse president John F. Kennedy op 26 juni 1963 in West-Berlijn hield. Hij onderstreepte de steun van de Verenigde Staten aan West-Berlijn, en dit 22 maanden nadat de communistische DDR, een satellietstaat van de Sovjet-Unie, de Berlijnse Muur gebouwd had. Het originele manuscript van de toespraak is opgeslagen in de National Archives and Records Administration.

## Inhoud
De toespraak wordt als een van de beste toespraken aller tijden beschouwd en geldt als een opmerkelijk moment in de Koude Oorlog. Het was een geweldige morele opsteker voor de West-Berlijners, die in een enclave diep in de DDR leefden en een mogelijke Sovjetbezetting vreesden. Voor het West-Berlijnse stadhuis op de Rudolph-Wilde-Platz sprak de president 150.000 mensen toe met de woorden:

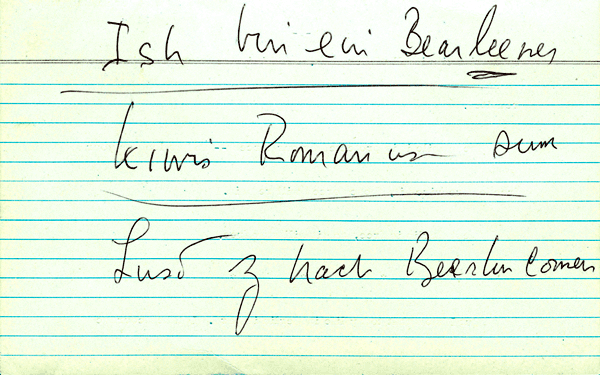
De fonetische spelling van de Latijnse en Duitse uitspraken in de toespraak op een briefje, in het handschrift van Kennedy.

Tweeduizend jaar geleden waren de meest trotse woorden 'civis Romanus sum' (Ik ben een Romeins burger). Vandaag, in de wereld van vrijheid, is de meest trotse leuze 'Ich bin ein Berliner' ... Alle vrije mensen, waar ze ook leven, zijn burgers van Berlijn, en dus ben ik, als vrij man, er trots op te kunnen zeggen 'Ich bin ein Berliner'!

## Idee
Volgens sommige berichten kwam Kennedy op het laatste moment met deze zin aanzetten, evenals het idee om hem in het Duits te zeggen, maar het eerste deel uit het citaat had hij een jaar eerder al in een speech in New Orleans gebruikt. Het Latijn was toen vertaald naar het Engels. Kennedy zou zijn tolk Robert H. Lochner hebben gevraagd "I am a Berliner" te vertalen toen ze de trap naar het Rathaus Schöneberg opliepen. Met Lochners hulp oefende Kennedy de woorden in het kantoor van de burgemeester Willy Brandt, met in zijn hand de fonetische spelling.

## Betekenis
Deze boodschap van verzet was gericht tegen de Sovjets, die ook het leven van de West-Berlijners beheersten, zeker na de bouw van de muur. Berlijn was toen bezet door en verdeeld onder de geallieerden, die elk de primaire verantwoordelijkheid voor een bepaalde zone hadden, waarbij West-Berlijn staatsrechtelijk geen onderdeel was van de Bondsrepubliek en Oost-Berlijn staatsrechtelijk geen onderdeel van de DDR. Kennedy's toespraak hield een impliciete de-facto erkenning in van het feit dat Oost-Berlijn deel was gaan uitmaken van de DDR, iets wat de Amerikanen tot dan toe steeds ontkend hadden. Overigens hielden de vier bezettingsmachten tot 1990 toegang tot geheel Berlijn.
Naar aanleiding van een column in een New Yorkse krant deed jaren later het verhaal de ronde dat de Duitse zinsnede grammaticaal onjuist was geweest en dat Kennedy, zich van geen kwaad bewust, "ik ben een Berlinerbol" in plaats van "ik ben een Berlijner" zou hebben gezegd. De vermeende fout zou aan het gebruik van het onbepaalde lidwoord ein te wijten zijn. Hoewel deze interpretatie door Duitse taalkundigen van de hand wordt gewezen, is ze sindsdien een eigen leven gaan leiden.
Op 25 november 1963, drie dagen na de moord op president Kennedy en vijf maanden na deze toespraak, werd de Rudolph-Wilde-Platz omgedoopt tot John-F.-Kennedy-Platz.